# 納納法尼亞 (阿拉巴馬州)
納納法利亞（英語：Nanafalia）是一個位於美國阿拉巴馬州馬倫戈縣的非建制地區和人口普查指定地區。根據2010年美國人口普查，該地人口為94人，而該地的面積約為5.62平方千米。

## 地理
納納法利亞的座標為32°06′46.76″N 87°59′15.32″W / 32.1129889°N 87.9875889°W，而該地最高點為海拔高度65米（即213英尺）。